# Microdon bicolor
Microdon bicolor är en tvåvingeart som först beskrevs av Walker 1857.  Microdon bicolor ingår i släktet myrblomflugor, och familjen blomflugor. Inga underarter finns listade i Catalogue of Life.